# Розариу-да-Лимейра
Розариу-да-Лимейра (порт. Rosário da Limeira) — муниципалитет в Бразилии, входит в штат Минас-Жерайс. Составная часть мезорегиона Зона-да-Мата. Входит в экономико-статистический микрорегион Муриаэ. Население составляет 4321 человек на 2006 год. Занимает площадь 112,319 км². Плотность населения — 38,5 чел./км².

## Статистика
- Валовой внутренний продукт на 2003 год составляет 10 871 628,00 реалов (данные: Бразильский институт географии и статистики).
- Валовой внутренний продукт на душу населения на 2003 год составляет 2642,59 реалов (данные: Бразильский институт географии и статистики).
- Индекс развития человеческого потенциала на 2000 год составляет 0,713 (данные: Программа развития ООН).